# Rodolfo Orlandini
Rodolfo Orlando Orlandini (Buenos Aires, 1º gennaio 1905 – Buenos Aires, 24 dicembre 1990) è stato un calciatore argentino, di ruolo centrocampista.

## Carriera

### Club
In patria Orlandini giocò con numerosi club, tra cui Boca Juniors, Estudantil Porteño e Sportivo Buenos Aires, nei quali riesce a mettersi in mostra e raggiungere la nazionale albiceleste.
Agli inizi del 1931 decide di provare l'avventura europea, accettando l'ingaggio del Genova 1893, club con cui esordisce in serie A nell'incontro del 1º marzo, che vide i rossoblu sconfiggere per 1 a 0 il Livorno.
Tra le file del Grifone rimase 6 stagioni, affrontando anche il primo anno di serie B che il Genova 1893 dovette disputare nel 1934-1935.
Nel 1936 lasciò la compagine rossoblu per trasferirsi in Francia, tra le file del Nizza che militava in seconda divisione. Con il club della Costa Azzurra rimarrà due anni chiudendo la carriera agonistica nel 1938.

### Nazionale
Orlandini vesti la maglia albiceleste in dieci occasioni.
Partecipò alle Olimpiadi di Amsterdam, disputando l'incontro ai quarti di finale contro il Belgio, dove gli argentini raggiunsero la finale perdendo contro l'Uruguay.
Orlandini poté rifarsi l'anno successivo, vincendo la Coppa America del 1929 grazie ad un'unica presenza contro il Perù.
Nel 1930 partecipò anche al primo mondiale, entrando più stabilmente nell'undici titolare. Non riuscì comunque a giocare la finale che vide l'albiceleste cedere nuovamente il paso all'Uruguay.

## Allenatore
Lasciato il calcio giocato divenne allenatore. Guidò le nazionali dell'Ecuador nel 1945, della El Salvador dal 1949 al 1951, Union Magdalena nel 1957.
Il suo risultato più importante alla guida di una nazionale fu quando ottenne nel 1961 con la Colombia la qualificazione per il mondiale cileno del 1962. Orlandini però non guiderà i sudamericani nell'avventura mondiale perché sarà sostituito da Adolfo Pedernera.

## Palmarès

### Giocatore

#### Club
- Serie B: 1

Genova 1893: 1934-1935

#### Nazionale
- Argento olimpico: 1

Amsterdam 1928
- Campeonato Sudamericano de Football: 1

Argentina: 1929